# Université de Khon Kaen

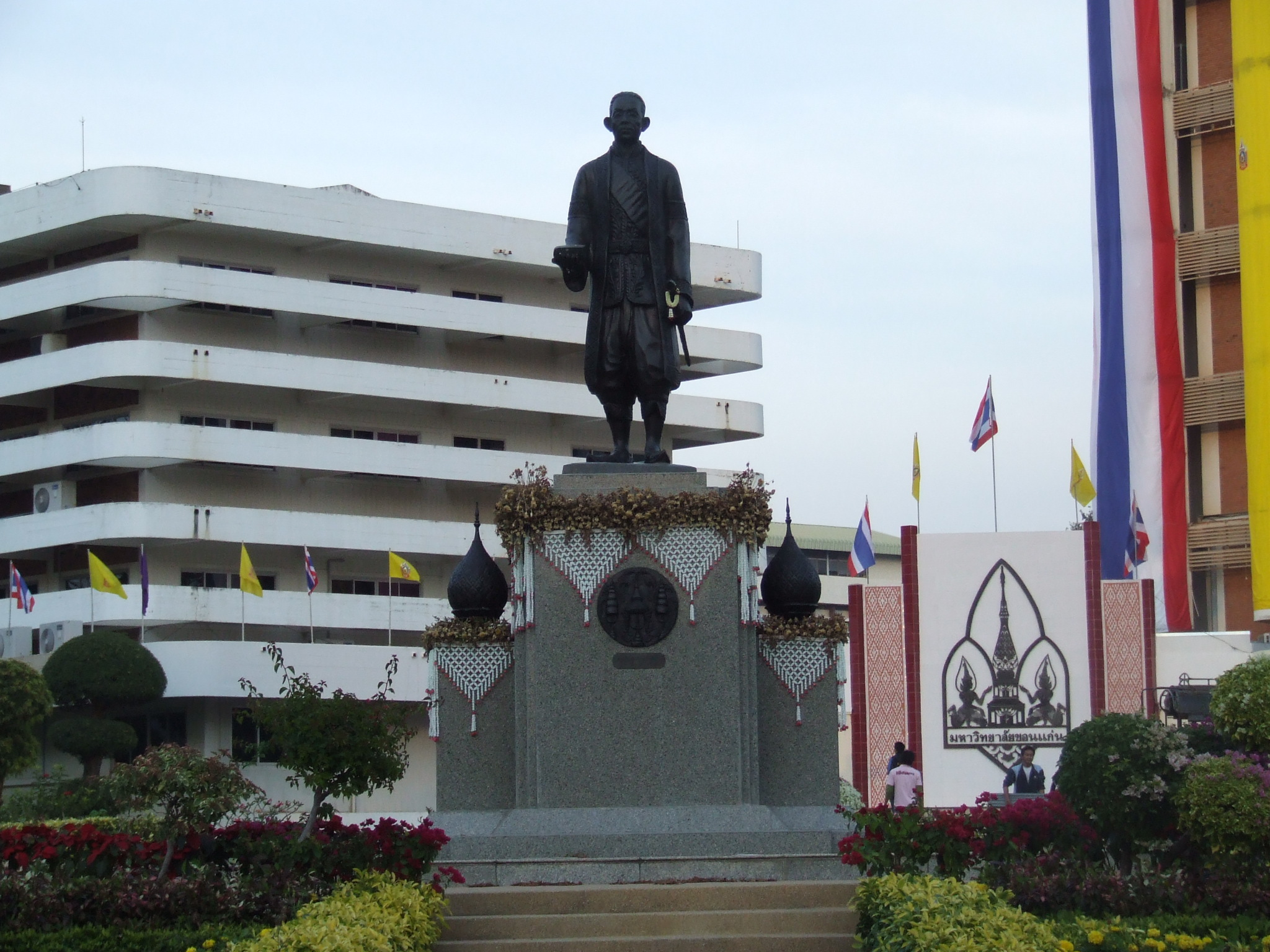
Statue du roi Rama IV, Faculté des sciences, Université de Khon Kaen

Pour les articles homonymes, voir KKU.
L'Université de Khon Kaen (en thaï : มหาวิทยาลัยขอนแก่น ; en anglais : Khon Kaen University ou KKU) est une université publique thaïlandaise située à Khon Kaen, au Nord-Est du pays.

## Source
- (en) Cet article est partiellement ou en totalité issu de l’article de Wikipédia en anglais intitulé « Khon Kaen University » (voir la liste des auteurs).